# William Dean (martyr)
Pour les articles homonymes, voir William Dean.
William Dean (parfois orthographié Deane) né à Grassington dans West Riding of Yorkshire à une date qui nous est inconnue et mort martyr le 28 août 1588 à Mile End près de Londres est un prêtre catholique anglais arrêté et exécuté sous le règne d'Élisabeth Ire. 

## Biographie
Né dans une famille anglaise de condition modeste passée à l'Anglicanisme, après des études secondaires à Leeds et Clitheroe, il est pensionnaire au Gonville and Caius College de l'Université de Cambridge. Devenu prêtre anglican il rencontre Thomas Alfield en 1581. Cette rencontre sera décisive dans sa décision de se faire catholique. Son ordination étant considérée comme invalide par l'Église catholique il se rend alors la même année sur le continent et reçoit l'ordination catholique le 21 décembre à Soissons. Avec lui sont ordonnés prêtre George Haydock et Robert Nutter. En janvier 1582 il repart pour l'Angleterre. Il est arrêté en février, transféré à la prison de Newgate où il est torturé. Il reste ensuite environ un an emprisonné dans la prison dite The Clink dans le distric de Southwark. Il est condamné à l'exil. A peine débarqué en Normandie il reprend un bateau pour l'Angleterre. Arrêté à nouveau et gardé à la prison de Gatehouse il est à nouveau jugé. Cette fois-ci il est condamné à mort. Nous sommes le 22 Août 1588. Il est exécuté à Mile End avec cinq autres prêtres et quatre laïcs dont un dénommé Henry Webley qui était alors chargé de le cacher.

## Vénération
Reconnu comme martyr catholique, William Dean fut béatifié en 15 décembre 1929 par le pape Pie XI. Avec William Gunter, Robert Morton, Hugh More, James Claxton, Thomas Felton et Thomas Holford, eux aussi béatifiés le même jour, il est vénéré en tant que martyrs du Sussex. L'Église catholique les fête collectivement le 28 août.
William Dean est aussi comptabilisé dans la liste des martyrs de Douai et des Cent sept martyrs d'Angleterre et du pays de Galles.

## Edward Shelley
Edward Shelley est né à Warminghurst (en) dans le Sussex  dans une famille de la petite aristocratie anglaise - Son grand-père John Shelley fut anobli. Il est le fils d'Edward Shelley, maître de maison du roi, à savoir qu'il travaille à la cour et veille sur la garde-robe du souverain. Sa mère Joan, fille de Paul Eden était originaire de Penshurst dans le Kent. Il serait apparemment l'oncle par alliance de Benjamin Norton, plus tard l'un des sept vicaires de Richard Smith.
Catholique et refusant de se conformer à la nouvelle religion, il est arrêté à East Smithfield dans la banlieue de Londres, ville où il demeure. Emprisonné en avril 1584 dans la prison dite The Clink (en), il est condamné à mort pour possession du livre My Lord Leicester's Commonwealth (en), un ouvrage polémique qui s'en prenait à la reine Elizabeth et pour avoir aidé William Dean. Malgré son âge avancé - il a 50 ou 60 ans - il ne fait l'objet d'aucune clémence. Il est pendu à Tyburn le 30 août 1588.

## Voir également